# Рудня-Пошта
Рудня-Пошта — село в Україні, в Житомирському районі Житомирської області. Населення становить 194 особи.

## Історія
У 1906 році село Троянівської волості Житомирського повіту Волинської губернії. Відстань від повітового міста 28 верст, від волості 28. Дворів 46, мешканців 348.
Село постраждало внаслідок Голодомору 1932—1933 років.
18 березня 2010 року Житомирська обласна рада ухвалила рішення «Про внесення змін в адміністративно-територіальний устрій Житомирської області», яким, зокрема, була уточнена назва села на Рудня Пошта. Проте рішення щодо уточнення назви не було опубліковане у «Відомостях Верховної Ради», тому не набуло чинності.
Через село проходить автошлях Н 03.

## Населення

### Мова
Розподіл населення за рідною мовою за даними перепису 2001 року:
| Мова       | Кількість | Відсоток |
| ---------- | --------- | -------- |
| українська | 189       | 97.42%   |
| російська  | 5         | 2.58%    |
| Усього     | 194       | 100%     |